# Le monde est un village
Le monde est un village, sous-titrée Radio nomade, est une émission radiophonique quotidienne présentée et produite par Didier Mélon. Elle est diffusée du lundi au vendredi de 20h à 21h sur les ondes de La Première, radio généraliste de la RTBF (Radio-Télévision belge de la Communauté française. Créée en 1998, l'émission fête ses dix ans de parcours en ponctuant 2009 de multiples événements musicaux et en s’ouvrant aux nouveaux médias (Myspace, Dailymotion, Facebook).

## Concept
Le monde est un Village est une émission radiophonique à vocation culturelle qui propose à ses auditeurs de parcourir les continents par l'écoute de musiques du monde. De fait, l'émission d’une part diffuse les œuvres d’artistes, et d’autre part leur donne la parole en les conviant à partager un moment en studio. Ils sont alors invités à s’exprimer au travers d’une interview ou d’un concert.
L'émission promeut des artistes de la communauté française de Belgique et internationale. Forte de sa réputation de spécialiste[réf. nécessaire], l’émission s’associe à des activités musicales, littéraires, cinématographiques, à des radios venues d’autres régions du monde, ainsi qu’à certains artistes qui se voient confier des « Cartes Blanches ».
Les reportages diffusés par Le monde est un village abordent découvertes, voyages, culture et surtout musique et visent à offrir des clés essentielles à la compréhension du monde.

## Les compilations
Chaque année depuis 1998, Le monde est un village soutient la production de cinq artistes via un projet musical dans les tons de l’émission via une compilation qui porte son nom. Cet album se veut le reflet de la programmation de l’émission mais aussi le symbole de son implication dans le processus de reconnaissance des artistes de musique du monde. Les musiciens de chaque formation sont invités à enregistrer leurs compositions dans les studios de la RTBF quelques mois avant la sortie de la compilation, prévue au printemps.

## Les Nuits nomades
Les Nuits nomades sont deux soirées de concerts lors desquelles tous les artistes ayant participé à l’enregistrement de la compilation se retrouvent sur scène afin de présenter leurs compositions musicales. Cet événement, organisé par Le monde est un village à l’occasion de la sortie de la compilation, a lieu chaque printemps au Théâtre 140 (140, Avenue Eugène Plasky à Schaerbeek).
En 2015, Les Nuits nomades ont été remplacées par un nouveau concept intitulé Prem1ère Esquisse.